# Markus Röhling der Reiche
Markus Röhling (der Reiche), auch Röling, zeitgemäß auch Roligk und andere Schreibweisen, (* um 1510; † 30. Mai 1581 in Annaberg) war ein kursächsischer Bergbeamter, Montanunternehmer und Grundherr.

## Leben und Wirken

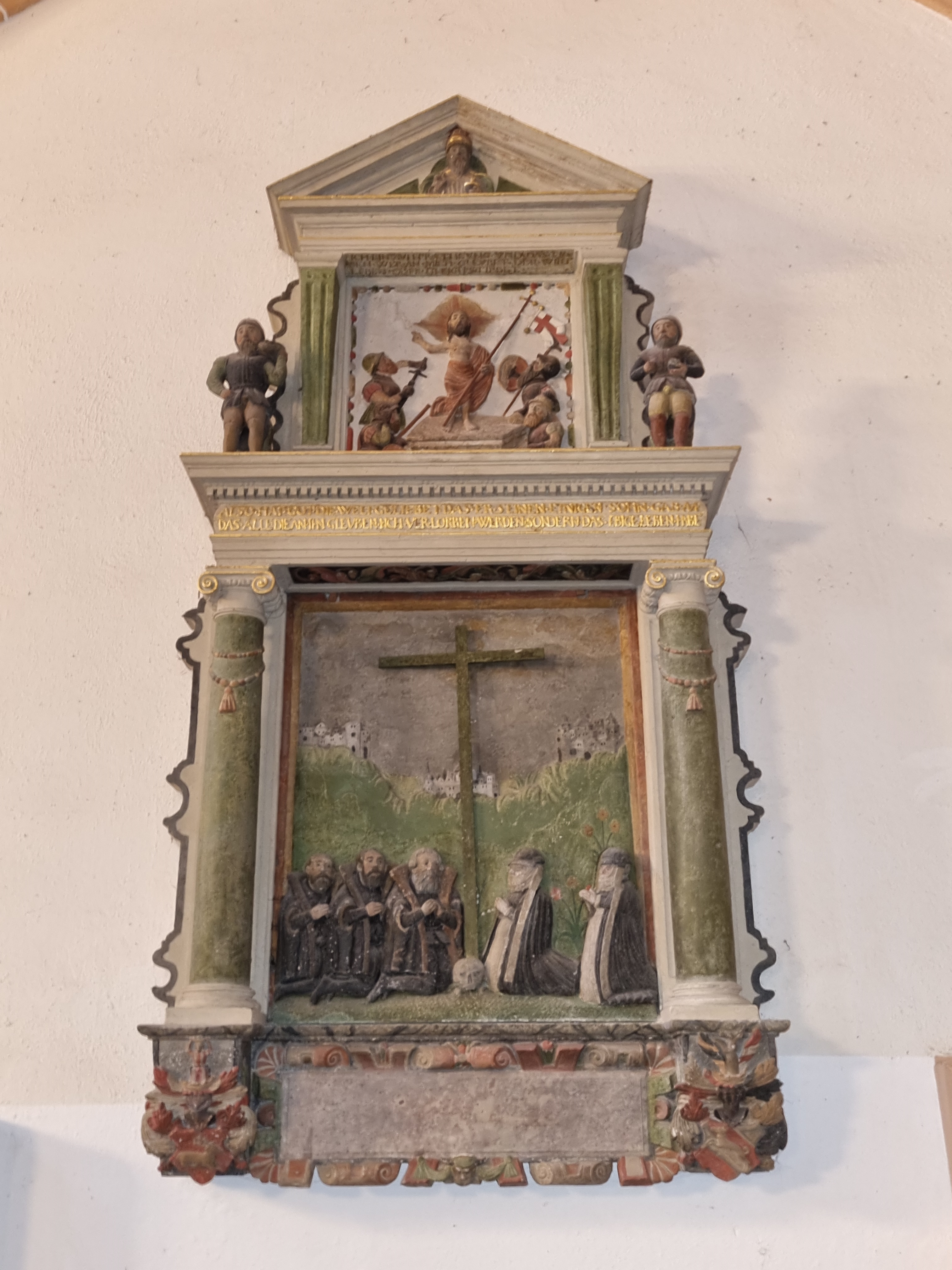
Epitaph von Markus Röhling in die St.-Annenkirche.

Markus Röhling (der Reiche) ist das bekannteste und besonders für Annaberg interessanteste Glied der Familie Röhling. Seit 1536 wird er als Fundgrübner von „Himmlisch Heer“ bei Annaberg genannt, einer Silbergrube, die ihm später enorme Schätze einbrachte. Er war ein bergerfahrener Mann und besaß ein Zinnbergwerk mit Pochwerk in Geyer und Anteile im „Reichen Geschub“ zu Geyer. 1566 wurde seinem Vater Hans und anderen der erbliche Adelsstand bewilligt mit einem Diplomwappen. 1575 wurde er mit dem Mannlehengut Bärenstein belehnt.
Seine Geschäftstätigkeit zeigte, dass er in der Übergangsperiode vom Feudalismus zum Kapitalismus ein erfolgreicher Unternehmer war. Markus Röhling war aber auch als Bergbeamter tätig. Von 1542 bis 1553 war er Bergmeister, dann Oberbergmeister und von 1574 bis 1581 Bergamtsverwalter zu Annaberg.
Als Bergbeamte hatten sie die feudale  Interessen ihres Landesherrn, häufig genug gegen die Interessen der frühkapitalistischen Gewerke, den Geldgebern des Bergbaues, durchzusetzen. Als Gewerke zwang sie andererseits ihr eigenes ökonomisches Interesse, gegen die absolutistische Politik der Kurfürsten aufzutreten. Die personelle Identität von Bergbauunternehmer und Bergbeamter brachte gerade einen Vorteil gegenüber anderen Gewerken.
Ein wichtiges Beispiel hierfür ist die zusätzliche Steuer, die der Kurfürst Mitte des 16. Jahrhunderts auf den Bergbau im Erzgebirge erheben wollte. Aus seiner Position als Bergbeamte gelang es Markus und seinen Familienmitgliedern, die Einführung des vom Kurfürsten vorgeschlagenen Zinnmonopols zu verhindern. Es ist klar, dass er als Unternehmer hauptsächlich seine eigenen Interessen und damit die Interessen anderer Unternehmer wahrnahm und nicht die Interessen des Kurfürsten. Dies allein macht den großen Einfluss der Familie Röhling auf die Entwicklung des erzgebirgischen Bergbaus deutlich.
Beigesetzt wurde er in der St. Annenkirche (Annaberg-Buchholz). Sein Epitaph mit den beiden Wappen (dem bürgerlichen Rehwappen und einem vereinfachten Diplomwappen) hängt links neben der „Schönen Tür“ in der St. Annenkirche.
Nach Markus ist der Markus-Röhling-Stolln, ein Besucherbergwerk in Annaberg, der Markus-Röhling-Weg, Bergschmiede „Markus Röhling“ und Reiterhof „Markus Röhling“ benannt.

## Familie
Markus entstammte dem Adelsgeschlecht Röhling und war ein Sohn von Hans Röhling und Enkel von Markus Röhling dem Älteren. Aus der Ehe von Markus Röhling und Margarethe Hacker gingen zwei Söhne hervor: Hans Röhling (* 1535, † 1579) war Bergmeister und Bürgermeister von Annaberg, und Steffen Röhling, Herr von Wolfstein.